# Словіково (Великопольське воєводство)
Словіково (пол. Słowikowo) — село в Польщі, у гміні Орхово Слупецького повіту Великопольського воєводства.
Населення — 283 особи (2011).
У 1975-1998 роках село належало до Конінського воєводства.

## Демографія
Демографічна структура станом на 31 березня 2011 року:
|          | Загалом | Допрацездатний вік | Працездатний вік | Постпрацездатний вік |
| -------- | ------- | ------------------ | ---------------- | -------------------- |
| Чоловіки | 148     | 38                 | 96               | 14                   |
| Жінки    | 135     | 37                 | 75               | 23                   |
| Разом    | 283     | 75                 | 171              | 37                   |